# Prebet
Prebet Aiud este o companie specializată în fabricarea elementelor din beton, din România.
Acționarul majoritar al companiei este Asociatia salariaților, care deține 50,44% din capitalul social.
Din 1996, acțiunile companiei se tranzacționează pe piața Rasdaq, la categoria a III-a, sub simbolul PREB, iar din aprilie 2009, la categoria a II-a.
Cifra de afaceri:
- 2008: 31,1 milioane lei (8,4 milioane euro)[2]
- 2007: 24,3 milioane lei[2]

Venit net în 2008: 2,4 milioane lei